# Fred Ohms
Frederick D. „Fred“ Ohms (* 1918 in Freeport, Nassau County (New York); † Mai 1956 in Mineola, Nassau County, New York) war ein US-amerikanischer Jazz- und Studiomusiker (Posaune).
Ohms arbeitete ab den späten 1990er-Jahren in der New Yorker Jazzszene zunächst in den Orchestern von Les Brown, Eddie DeLange, Jan Savitt und mit den Andrews Sisters („Beer Barrel Polka“, u. a. mit Vic Schoen und Billy Kyle). Nach Kriegsende gehörte er Fred Warings Pennsylvanians an; außerdem spielte er u. a. mit Roy Eldridge, Coleman Hawkins (The Hawk in Hi-Fi (1956), mit Billy Byers Orchestra), Peanuts Hucko, Eddie Condon, Joe Bushkin, Billy Butterfield, Quincy Jones, Anita O’Day, Eartha Kitt, Ella Fitzgerald, Gene Krupa (Drummer Man) und Manny Albam (The Drum Suite), zuletzt mit Joe Newman und Andy Kirk. Er starb an den Folgen einer Lungenentzündung.
Als Mitglied des Bob Haggart Orchestra begleitete er Ella Fitzgerald bei ihrem Hit „That’s My Desire“; der Song gelangte auf #3 der „Race Records“ Charts 1947.  Der Diskograf Tom Lord listet seine Beteiligung zwischen 1938 und 1956 an 39 Aufnahmesessions, u. a. mit R&B- und Unterhaltungsmusikern wie Murray Arnold, Bernie Mann, Melvin Smith & Howard Biggs’ Orchestra, Richard Maltby, Hal Schaefer und Julie Wilson.